# Südwestchinesische Rötelmaus
Die Südwestchinesische Rötelmaus oder Atunsi-Rotrücken-Wühlmaus (Eothenomys custos) ist eine Nagetierart aus der Unterfamilie der Wühlmäuse (Arvicolinae). Sie kommt im südlichen China in Yunnan und Sichuan vor.

## Merkmale
Die Südwestchinesische Rötelmaus ist eine vergleichsweise große Art der Gattung und erreicht eine Kopf-Rumpf-Länge von 8,1 bis 10,5 Zentimetern mit einem Schwanz von 3,5 bis 5,9 Zentimetern Länge. Die Hinterfußlänge beträgt 16,5 bis 20 Millimeter und die Ohrlänge 12 bis 14 Millimeter. Die Art entspricht in ihrem Aussehen der Sichuan-Rötelmaus (Eothenomys chinensis) und der Ward-Rötelmaus (Eothenomys wardi), ist jedoch etwas kleiner und hat einen kürzeren Schwanz. Das Rückenfell ist dunkelbraun und das Bauchfell gräulich braun. Der Schwanz ist oberseits dunkelbraun und unterseits etwas weißlich. Die Oberseiten der Füße sind dunkelbraun mit hellen Haaren.

## Verbreitung
Die Südwestchinesische Rötelmaus kommt im südlichen China im Nordwesten von Yunnan und im zentralen Sichuan vor.

## Lebensweise
Über die Lebensweise der Art liegen nur wenige Angaben vor. Sie lebt in Waldgebieten in Höhenlagen von 2500 bis 4800 Metern, wo sie vor allem im Bereich von Flussufern anzutreffen ist. Seltener lebt sie in offenen steinigen Wiesen, Gebüschen und Bambusbeständen. Die Fortpflanzungszeit reicht vom Frühsommer bis in den späten Herbst.

## Systematik
Die Südwestchinesische Rötelmaus wird als eigenständige Art innerhalb der Gattung Eothenomys eingeordnet, die aus acht Arten besteht. Die wissenschaftliche Erstbeschreibung stammt von dem britischen Zoologen Oldfield Thomas, der die Art 1912 anhand von Individuen aus der Region um A-tun-tsi (Dequen Xian) in Yunnan beschrieb. Die Art wurde in die Gattung Anteliomys gestellt, ist heute jedoch dem Eothenomys-chinensis-Artenkomplex innerhalb der Gattung Eothenomys zugeordnet.
Innerhalb der Art werden mit der Nominatform fünf Unterarten unterschieden:
- Eothenomys custos cangshanensis Wang and Li 2000: in Yunnan am Berg Cang in Dali.
- Eothenomys custos custos (Thomas, 1912): im Nordwesten von Yunnan.
- Eothenomys custos hintoni Osgood, 1932: im Westen von Sichuan.
- Eothenomys custos ninglangensis Wang and Li, 2000: im Norden von Yunnan und im Süden von Sichuan.
- Eothenomys custos rubellus (Allen, 1924): im Norden von Yunnan.

## Status, Bedrohung und Schutz
Die Südwestchinesische Rötelmaus wird von der International Union for Conservation of Nature and Natural Resources (IUCN) als nicht gefährdet (Least concern) eingeordnet. Begründet wird diese Einordnung mit dem relativ großen Verbreitungsgebiet, das auch mehrere Schutzgebiete beinhaltet, den angenommenen großen Beständen der Art und dessen regelmäßigem Vorkommen. Bestandsgefährdende Risiken sind für die Art nicht bekannt.

## Belege
1. 1 2 3 4  Darrin Lunde, Andrew T. Smith: Southwest Chinese Vole. In: Andrew T. Smith, Yan Xie: A Guide to the Mammals of China. Princeton University Press, Princeton NJ 2008, ISBN 978-0-691-09984-2, S. 224.
2. 1 2 3  Eothenomys custos in der Roten Liste gefährdeter Arten der IUCN 2016.2. Eingestellt von: A.T. Smith, 2008. Abgerufen am 16. Oktober 2016.
3. 1 2  Eothenomys custos. In: Don E. Wilson, DeeAnn M. Reeder (Hrsg.): Mammal Species of the World. A taxonomic and geographic Reference. 2 Bände. 3. Auflage. Johns Hopkins University Press, Baltimore MD 2005, ISBN 0-8018-8221-4.